# Joan Argenté
Joan Argenté i Artigal (Badalona, 21 de junio de 1931 – ídem, 6 de agosto de 2015) fue un poeta catalán en lengua catalana. A lo largo de su vida combinó su actividad en las letras con la abogacía. Cultivó la poesía, la dramaturgia y también tradujo obras poéticas y teatrales al catalán. Se dio a conocer en los años cincuenta y publicó su primer libro en 1960, El temps de tants dits, con el cual ganó el premio Joan Salvat-Papasseit, uno de los varios premios y reconocimientos que recibió a lo largo de su vida, de los cuales uno de los últimos  fue la Cruz de Sant Jordi el 2006.

## Biografía
Nació en la calle de Sant Isidre, en el centro de Badalona, el 1931, donde vivió casi toda su vida. Hijo de un fabricante de cosméticos y de una maestra. Durante la Guerra Civil, el laboratorio cosmético familiar quebró y su madre se vio obligada a volver a ejercer de maestra, primero en Hospitalet de Llobregat y, después, en Vilalba Sasserra, poblaciones donde Argenté también se trasladó, siendo alumno de su madre. De vuelta a Badalona. cursó el bachillerato en el Instituto Isaac Albéniz, donde recibió la gran influencia del historiador Enric Bagué y, sobre todo, de Maria Aurèlia Capmany, su maestra, que le enseñó filosofía y alemán, pero que también despertó su pasión por la literatura y el teatro. Cursó estudios universitarios de Derecho en la Universidad de Barcelona, miembro de la promoción de 1948-1953, recibió el premio Duran y Bas de Licenciatura el 1953, otorgado por el Ilustre Colegio de Abogados de Barcelona. Ejerció la abogacía a lo largo de su vida, compaginándola con las letras.
Dio a conocer sus primeros poemas en la segunda Antologia Poètica Universitària en 1950. Su primer libro de poesía fue El temps de tants dits, publicado el 1960, que ganó el premio Joan Salvat-Papasseit el 1959. Más tarde escribió Moviment peristàltic o aquest home, per a mí, és una pesant bombeta encesa (1976), Cicle, bicicle, tricicle (1967) y Seminocturn, semidiürn, que fue premiado con el premio Carles Riba el 1975. Estas cuatro obras, corpus poético de Argenté, quedaron compiladas en Obres Poètiques. Cicle, bicicle, tricicle i altres llibres en 2001. El mismo año publicó una nueva obra, el Poema del Santuari de la Mare de Déu del Castell de Gallifa, advocada de l'Ecología, que recogía el encargo del texto de un espectáculo de luz y sonido realizado por el rector de Gallifa.
Fue traductor del francés al catalán. Tradujo Un cautivo enamorado de Jean Genet el 1988, además también tradujo poemas de Jacques Prévert, al cual admiró durante toda su vida, y obras de teatro de varios autores como La leçon y Le salon de la automobile de Eugène Ionesco y La Balada del Gran Macabro de Michel de Ghelderode, por la cual ganó el premio Josep Maria de Sagarra a la mejor traducción teatral el 1981. También adaptó canciones de Jacques Brel, Léo Ferré y Henri Tachan.
También escribió la obra de teatro Volem vi, que fue estrenada a la Cúpula del Coliseum (Barcelona) en 1964 de la mano de la compañía EADAG.
Su actividad como poeta, traductor y articulista siempre fue en la dirección de recuperar la vida cultural catalana y, especialmente, para recuperar la oficialidad del catalán, y por eso participó activamente en el teatro y la canción, con la adaptación al catalán de numerosas obras y canciones. Fue patrón de la Fundación Teatro Libre. En este sentido, fue una importante personalidad pública de la cultura badalonina. Su figura tuvo una gran importancia desde los años sesenta a los setenta del siglo XX. Cuando se estableció como abogado, bien pronto se interesó por el redreçament de la cultura catalana a la ciudad. Se unió a varias iniciativas. Formó parte de un grupo de pintores y artistas badaloneses conocidos como REM, constituido el 1958, que tenían la intención de superar el academicismo que imperaba a la época e ir en vanguardia del arte y la literatura. A los años sesenta hizo varias colaboraciones, especialmente con el Orfeó Badaloní, del cual entonces era presidente Josep Gual i Lloberas, donde presentó recitales poéticos, publicó poemas en su boletín y organizó exposiciones de pintura, además creó y adaptó canciones para el Grupo Estrop, dirigido por Màrius Sampere, surgido del Orfeó. También apareció en programas de radio y participó con otras entidades culturales, como el Museo de Badalona.
En 1977 fue pregonero de la Fiesta Mayor de Villafranca del Panadés y el 5 de mayo del 2000 de las Fiestas de Mayo de Badalona.
Además de los premios literarios, en 2006 la Generalidad de Cataluña le otorgó la Cruz de Sant Jordi como reconocimiento a su
tarea y dedicación a favor de la lengua y la cultura catalanas. Entre el 2010-2011, con motivo de la Capitalidad de la Cultura Catalana de Badalona, el Espacio Betúlia le dedicó una exposición llamada Joan Argenté, el hombre y el personaje y editó un catálogo homónimo con información sobre la vida y trayectoria del poeta. El 28 de marzo de 2015 fue inaugurada una biblioteca en Badalona con su nombre como reconocimiento a su carrera artística y su relación con la ciudad.
Argenté murió la madrugada del 6 de agosto de 2015. Sin embargo, desde 2008 había ido desapareciendo de la vida pública debido a una enfermedad. Inicialmente cerrado en casa suya, después ingresó a una residencia geriàtrica. Una de sus últimas acciones fue en 2011, cuando hizo donación de su fondo artístico y cultural a la ciudad de Badalona, que irá a parar al Museo de Badalona. Su fondo incluye elementos diferentes: obras pictóricas de varios artistas, algunos badaloneses como Josep Villaubí y Gerard Sala, su biblioteca con centenares de libros, algunos firmados por los mismos autores, las distinciones que recibió a lo largo de su vida, así como toda su obra poética, y el material de su despacho, tanto el mobiliario como los papeles, correspondencia y compilaciones de prensa que conservó a lo largo de los años.

## Estilo
Su poesía es poliédrica, y no sigue ninguna corriente concreta ni moda, incluso tiene puntos excéntricos. Se construye a partir de la realidad, de experiencias personales y del paisaje cotidiano que lo rodea. En sus inicios todavía mantiene influencias de Salvador Espriu, Joan Salvat-Papasseit y Tomàs Garcés, pero con una gran vocación intimista y de experimentación que se irá desarrollo con los años, creando un estilo propio, experimentando con los sonidos, frases hechas y juegos de palabras. Su universo poético interroga las relaciones entre el yo y los otros, no llega a dar conclusiones contundentes pero sí plantea el absurdo y la trascendencia de la vida humana. Por otro lado, su poesía juega con elementos muy diferentes los cuales consigue ligar que pueden ser cultos, populares, escatològics, científicos o espirituales, y conforma un discurso lírico narrativo. En términos generales mantendrá las mismas preocupaciones y temáticas a sus obras, por ejemplo el tema esencial del tiempo al tiempo de tantos dedos y Seminocturn, semidiurn, donde se tratan los recuerdos, las vivencias, la nostalgia y la melangia y la crudeza del trance de la vida, respectivamente.

## Publicaciones

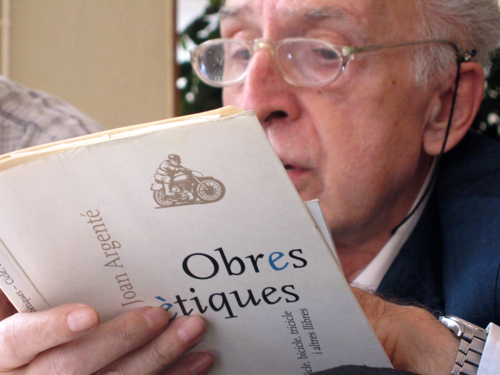
Joan Argenté leyendo un poema suyo el 2009 en Badalona.

- El temps de tants dits. Barcelona: Pedreira, 1960.
- Cicle, bicicle, tricicle. Barcelona: Rocas. 1967.
- Moviment peristàltic o Aquest home, per a mi, és una bombeta encesa. Barcelona: Nova Terra, 1976.
- Seminocturn, semidiürn. Barcelona: Proa, 1976.
- Poema del Santuari de la Mare de Déu del Castell de Gallifa, advocada de l'ecologia. El Prat del Llobregat: Rúbrica, 2001.
- Obres poètiques. Cicle, bicicle i tricicle i altres llibres. Barcelona: Muntaner, 2001.

## Obras representadas
- Volem vi. Estrenada en Barcelona en 1964 a la Cúpula del Coliseum con la compañía EADAG.[1]